# Kabupaten de Bekasi
Pour les articles homonymes, voir Bekasi (homonymie).
Le kabupaten de Bekasi, en indonésien Kabupaten Bekasi, est un kabupaten de la province de Java occidental. Son chef-lieu est la ville de Bekasi, qui est administrativement distincte et a le statut de kota.

## Géographie
Le kabupaten est bordé :
- Au nord, par la mer de Java,

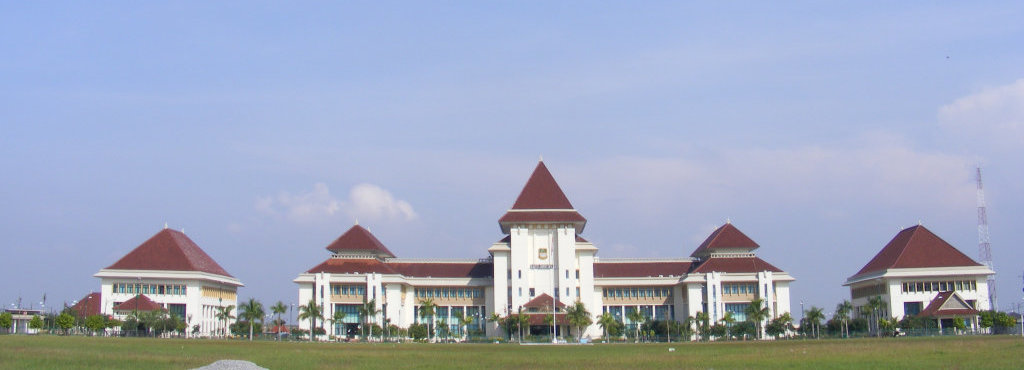
Les bureaux de l'administration du kabupaten de Bekasi

- À l'est, par le kabupaten de Karawang,
- Au sud, par celui de Bogor et
- À l'ouest, par le territoire de Jakarta et la ville de Bekasi.

## Histoire

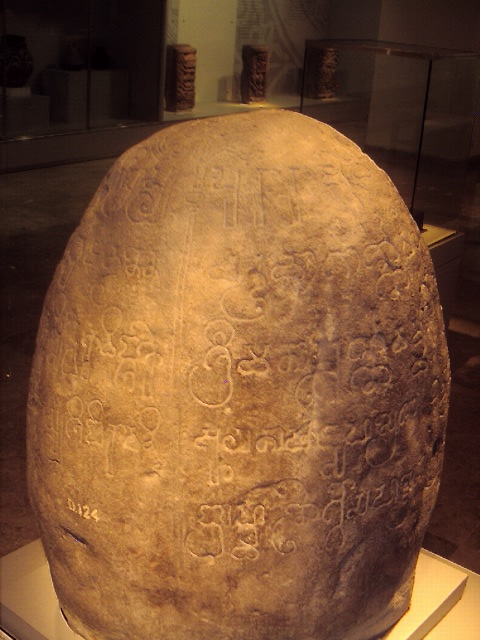
L'inscription de Tugu

Des archives néerlandaises du XIXe siècle mentionnent successivement les noms de Backassie, Backasie, Bakassie, Bekassie, Bekassi.
L'historien indonésien Poerbatjaraka estime que le nom Bekasi est une corruption de Bhagasasi, lui-même une inversion de Sasibhaga. Sasi serait une autre forme du mot sanscrit candra, et Sasibhaga serait alors une autre forme du nom Candrabhaga, mentionné dans une inscription découverte en 1878 dans le village de Tugu, qui jusque dans les années 1970 faisait partie du kabupaten de Bekasi. Il a alors été intégré dans le territoire de Jakarta.
En 1911, le rocher sur lequel se trouve l'inscription a été transportée au Musée national d'Indonésie à Jakarta, où il est désormais exposé.
L'inscription a été traduite par le philologue néerlandais H. Kern. Elle mentionne le nom d'un royaume de Tarumanagara et de son roi Purnawarman. La paléographie a permis de dater l'inscription des environs de 450 apr. J.-C.
La région de Bekasi entre dans l'histoire moderne avec la fondation en 1619 de Batavia par la VOC (Compagnie néerlandaise des Indes orientales) sur les ruines de Jayakarta, et les deux sièges de la ville par le Sultan Agung du royaume de Mataram en 1629-30. Agung y fait construire des greniers pour approvisionner son armée. L'installation de soldats javanais a influencé la culture et la langue de la région.

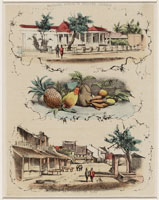
Gravures de Meester Cornelis

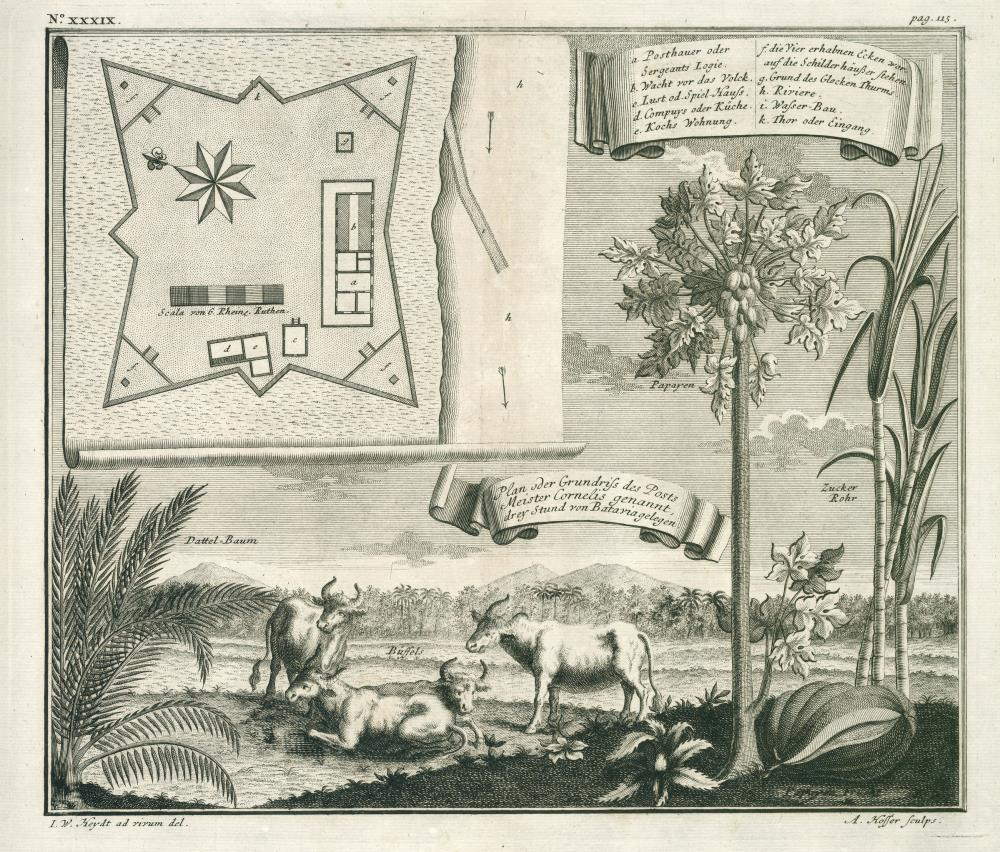
Plan du fort de Meester Cornelis

Au XVIIe siècle, la région est caractérisée par le développement de grandes propriétés terriennes. À l'époque un nommé Cornelis Senen, rejeton d'une riche famille de Lontar, une des îles Banda, s'installe dans la région qui s'appelle aujourd'hui Jatinegara, un quartier de Jakarta. Il y crée une école en 1635. En sa qualité de maître d'école mais également de chef du Kampung Banda ("village de Banda") de Batavia, il a droit au titre de "Meester". Senen obtient le droit d'abattage d'arbre sur les rives du Ciliwung. Le territoire de son immense propriété sera par la suite connu sous le nom de "Meester Cornelis".
Sur les grandes propriétés terriennes de la région, la situation des paysans ne cesse de se détériorer. Elle mènera à un soulèvement en 1869 à Tambun.
Au cours du temps, Meester Cornelis était devenu un satellite de Batavia. Dans le cadre de sa politique de décentralisation, le gouvernement colonial crée en 1925 la Regentschap Meester Cornelis, constituée de 4 kawedanan (subdivision aujourd'hui disparue) : Meester Cornelis (aujourd'hui Jatinegara, un quartier de Jakarta), Bekasi, Cikarang et Kebayoran (un autre quartier de Jakarta). En 1936, Meester Cornelis est rattachée à Batavia.
Sous l'occupation japonaise (1942-45), le nom de "Meester Cornelis", perçu comme trop "hollandais", est changé en "Jatinegara". Après la proclamation de l'indépendance de l'Indonésie en 1945, le nom de l'ancienne Regentschap Meester Cornelis est simplement indonésianisé en Kabupaten Jatinegara. En 1950, à la demande de la population, le Kabupaten Jatinegara est de nouveau rebaptisé Kabupaten Bekasi. En 1960, le chef-lieu, qui était encore à Jatinegara, est transféré dans la ville de Bekasi.

## Culture

### Le village chrétien de Kampung Sawah
Le village de Kampung Sawah (« village des rizières »), situé à 20 km à l'est de Jakarta, est, avec Pondok Melati (« le manoir des orchidées ») situé à 2 km, et Gunung Putri près de Bogor, un des villages créés au XIXe siècle par le gouvernement colonial pour accueillir les chrétiens indigènes des environs de Batavia, persécutés et expulsés de leur village d'origine par leurs compatriotes pour avoir embrassé « la religion des colons ». Kampung Sawah faisait partie de l'ancien district de Meester Cornelis mais en a été détaché pour être rattaché à la kota de Bekasi. Le village a gardé son atmosphère bucolique, avec ses jardins et vergers. Ses habitants sont restés majoritairement chrétiens.
Ethniquement, certains villageois se considèrent comme Betawi, autochtones de Jakarta, d'autres comme Soundanais. En réalité, nombreux sont ceux qui descendent de Javanais chrétiens que se sont établis là. La langue qu'ils parlent, en dehors de l'indonésien, est un mélange de betawi et de soundanais.
Parce que chrétiens, les habitants de Kampung Sawah portent un nom de famille, à l'origine souvent un surnom soundanais, et un prénom. Ils se distinguent en cela de la majorité des habitants de la région, qui ignorent ce système, que la loi indonésienne n'impose pas.
Le christianisme a été introduit dans la région au début du XIXe siècle par F. L. Anthing, un magistrat protestant de Batavia. Anthing commença par évangéliser les bagnards de la région, qui diffusèrent à leur tour la nouvelle religion. Cet évangélisme fut si efficace qu'en 1874, les premiers habitants de Pondok Melati et Kampung Sawah furent baptisés. Après la mort d'Anthing en 1883, certains villageois se sont convertis au catholicisme. Aujourd'hui, les protestants font partie de la Gereja Kristen Pasundan ("église chrétienne du pays soundanais"). 

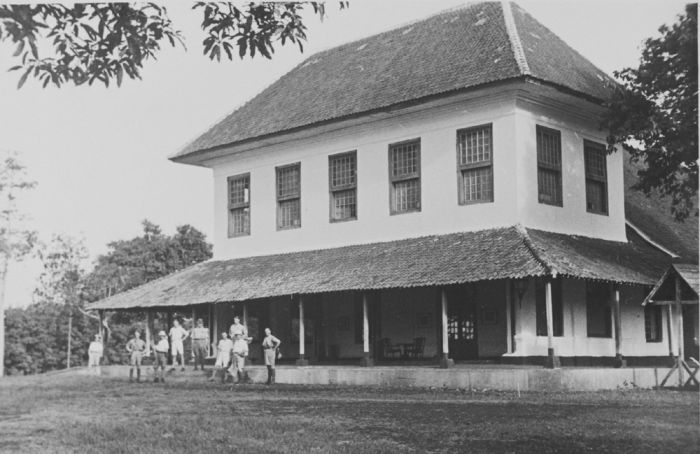
Pondok Gede ("le grand manoir") en 1936

Jusqu'à l'occupation japonaise (1942-45), les habitants de Kampung Sawah travaillaient sur les terres d'un grand propriétaire dont la résidence était Pondok Gede (« le grand manoir »), une grande demeure située à 7 km de là et construite en 1775. Le manoir a été démoli au début des années 1990. Il n'en reste que le nom d'une rue, Jalan Pondok Gede.